# باشگاه فوتبال گویازان قزاق
باشگاه فوتبال گویازان قزاق (انگلیسی: Göyazan Qazakh FK) یک باشگاه فوتبال در جمهوری آذربایجان است.  این باشگاه هم‌اکنون در لیگ دسته اول فوتبال جمهوری آذربایجان شرکت می کند.